# Newton—Delta-Nord

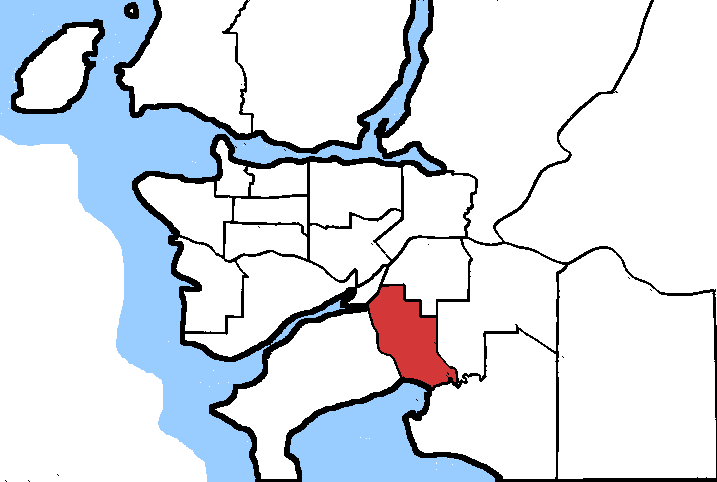
Carte de Newton

Newton—Delta-Nord est une ancienne circonscription électorale fédérale canadienne de la Colombie-Britannique, représentée de 2004 à 2015.

## Circonscription fédérale
La circonscription se situait au sud-ouest de la Colombie-Britannique et représentant l'est de la ville de Delta et l'ouest de Surrey. 
Les circonscriptions limitrophes étaient Delta—Richmond-Est, Fleetwood—Port Kells, Surrey-Sud—White Rock—Cloverdale et Surrey-Nord. 
Elle possédait une population de 118 648 personnes, dont 71 022 électeurs, sur une superficie de 52 km2. 

## Résultats électoraux
|       | Candidat             | Parti        | # de voix | % des voix |
|       | Mani Fallon          | Conservateur | +14 437,  | 31,3 %     |
|       | (x) Sukh Dhaliwal    | Libéral      | +14 510,  | 31,46 %    |
|       | Jinny Sims           | NPD          | +15 413,  | 33,42 %    |
|       | Liz Walker           | Vert         | +01 520,  | 3,3 %      |
|       | Samuel Frank Hammond | Communiste   | +00116,   | 0,25 %     |
|       | Ravi S. Gill         | Indépendant  | +00123,   | 0,27 %     |
| Total | Total                | Total        | 46 119    | 100 %      |

|       | Candidat                  | Parti        | # de voix | % des voix |
|       | Sandeep Pandher           | Conservateur | +13 988,  | 30,91 %    |
|       | (x) Sukh Dhaliwal         | Libéral      | +16 481,  | 36,42 %    |
|       | Teresa Townsley           | NPD          | +11 824,  | 26,13 %    |
|       | Liz Walker                | Vert         | +02 533,  | 5,6 %      |
|       | Harjit Daudharia          | Communiste   | +00121,   | 0,27 %     |
|       | James W. Miller-Cousineau | Indépendant  | +00179,   | 0,4 %      |
|       | John Shavluk              | Indépendant  | +00126,   | 0,28 %     |
| Total | Total                     | Total        | 45 252    | 100 %      |

## Historique
La circonscription est initialement créée en 2003 à partir de Delta—Richmond-Sud et Surrey-Centre. Abolie lors du redécoupage de 2012, elle est redistribuée parmi Delta, Surrey—Newton et Surrey-Sud—White Rock.
1. 2004-2006 — Gurmant Grewal, PCC (député depuis 1997)
2. 2006-2011 — Sukh Dhaliwal, PLC
3. 2011-2015 — Jinny Sims, NPD

- NPD = Nouveau Parti démocratique
- PCC = Parti conservateur du Canada
- PLC = Parti libéral du Canada

1. ↑  Élections Canada.